# Polycarpaea lignosa
Polycarpaea lignosa är en nejlikväxtart som beskrevs av François Gagnepain. Polycarpaea lignosa ingår i släktet Polycarpaea och familjen nejlikväxter. Inga underarter finns listade i Catalogue of Life.